# Sprawiedliwa Rosja
Sprawiedliwa Rosja (ros. Справедливая Россия) – rosyjska centrolewicowa partia polityczna, powstała 28 października 2006 z połączenia trzech ugrupowań: skrajnie prawicowej Ojczyzny (Rodiny), Rosyjskiej Partii Emerytów i Rosyjskiej Partii Życia. Głosi program centrolewicowy i w systemie partyjnym Rosji ma odgrywać rolę ugrupowania socjaldemokratycznego. Miała stanowić przeciwwagę dla rządzącej Jednej Rosji, jak i Komunistycznej Partii Federacji Rosyjskiej. Na jej czele stoi dotychczasowy lider Partii Życia i były przewodniczący Rady Federacji (izby wyższej rosyjskiego parlamentu) Siergiej Mironow.
Ideologia partii określana jest jako socjaldemokracja, socjalizm demokratyczny. W polityce gospodarczej partia domaga się utworzenia państwa opiekuńczego w którym utrzymany zostałby wolny rynek i chroniona byłaby własność prywatna. Partia sama opisuje się jako partia reprezentująca socjalizm XXI wieku. Socjalizm ten ma być w rozumieniu partii w opozycji do zarówno kapitalizmu, jak i biurokratycznego komunizmu radzieckiego.
W 2008 roku partia dołączyła do Międzynarodówki Socjalistycznej a kilka lat później do Sojuszu Postępowego.

## Poparcie w wyborach

### Wybory parlamentarne[6][7][8][9]
| Wybory | Duma Państwowa | Duma Państwowa | Duma Państwowa | Duma Państwowa | Duma Państwowa | Rząd     |
| Wybory | Głosy          | Głosy          | Głosy          | Mandaty        | Mandaty        |          |
| Wybory | Liczba         | %              | +/−            | Liczba         | +/−            |          |
| ------ | -------------- | -------------- | -------------- | -------------- | -------------- | -------- |
| 2007   | 5 383 639      | 7,74%          | –              | 38/450         | –              | Opozycja |
| 2011   | 8 695 522      | 13,24%         | 5,50‬           | 64/450         | 26             | Opozycja |
| 2016   | 3 275 053      | 6,22%          | 7,02‬           | 23/450         | 41             | Opozycja |
| 2021   | 4 201 715      | 7,46%          | 1,24           | 27/450         | 4              | Opozycja |

### Wybory prezydenckie[10]
| Wybory | Kandydat         | I tura    | I tura           | II tura | II tura |
| Wybory | Kandydat         | Głosów    | %                | Głosów  | %       |
| ------ | ---------------- | --------- | ---------------- | ------- | ------- |
| 2012   | Siergiej Mironow | 2 763 935 | 3,85 (Przegrana) | –       | –       |